# Lijst van appelrassen
Deze lijst bevat een (onvolledige) opsomming van appelrassen. Wanneer het exacte jaar van de eerste vermelding niet bekend is, wordt het beginjaar van de eeuw genomen.
| Naam appelras                         | Land van afkomst              | Jaar of periode van eerste vermelding |
| ------------------------------------- | ----------------------------- | ------------------------------------- |
| Alkmene                               | Duitsland                     | 1962                                  |
| Api Noir                              | Frankrijk                     | 1800                                  |
| Ariwa                                 | Zwitserland                   | 1986                                  |
| Belgica                               | België                        | 2003                                  |
| Bellefleur                            | Verenigde Staten (New Jersey) | 1800                                  |
| Benoni                                |                               |                                       |
| Bergse schapenneus                    | Duitsland                     | 18de eeuw                             |
| Black Diamond                         | Tibet                         |                                       |
| Braeburn                              | Nieuw-Zeeland                 | 1952                                  |
| Bramley's Seedling                    | Engeland (Southwell)          | 1809                                  |
| Choupette                             | Frankrijk                     | 1986                                  |
| Collina                               | Nederland                     |                                       |
| Court-Pendu                           |                               |                                       |
| Cox's Orange Pippin                   | Engeland                      | 1850                                  |
| Delbar (zie Delcorf)                  |                               |                                       |
| Delblush                              | Frankrijk                     | 1979                                  |
| Delcorf                               | Frankrijk                     | 1960                                  |
| Discovery                             | Engeland (Essex)              | 1949                                  |
| Doeke Martens                         | Nederland (Friesland)         |                                       |
| Dokkumer Nije                         | Nederland (Friesland)         |                                       |
| Dubbele Bellefleur                    |                               |                                       |
| Ecolette                              | Nederland                     | 1978                                  |
| Eijsdener Klumpke                     | Nederland                     |                                       |
| Elise                                 | Nederland                     | 1990                                  |
| Ellison's Orange                      | Engeland                      | 1900                                  |
| Elstar                                | Nederland                     | 1955                                  |
| Engelse Winter Goudpearmain           | Engeland (Southwell)          | 1809                                  |
| Evelina                               | Duitsland                     | 2000                                  |
| Falstaff                              | Engeland                      |                                       |
| Fuji                                  | Japan                         | 1939                                  |
| Gala                                  | Nieuw-Zeeland                 | 1939                                  |
| Glorie van Holland                    | Nederland (Zuid-Holland)      | 1880                                  |
| Gloster                               | Duitsland                     | 1951                                  |
| Golden Delicious                      | Verenigde Staten              | 1905                                  |
| Goudreinette (zie Schone van Boskoop) |                               |                                       |
| Granny Smith                          | Australië                     | 1865                                  |
| Gravensteiner                         | Duitsland                     | ca. 1670                              |
| Greenstar                             |                               |                                       |
| Honeycrisp                            | Verenigde Staten              | 1960                                  |
| HoneyCrunch                           | Verenigde Staten              | 1974                                  |
| Idared                                | Verenigde Staten              | 1935                                  |
| Ingrid Marie                          | Denemarken                    | 1910                                  |
| Jacques Lebel                         | Frankrijk                     | 1825                                  |
| James Grieve                          | Schotland                     | 1890                                  |
| Jazz                                  | Nieuw-Zeeland                 | 1985                                  |
| Jonagold                              | Verenigde Staten              | 1953                                  |
| Jonagored                             | België                        | 1983                                  |
| Jonathan                              | Verenigde Staten              | 1826                                  |
| Junami                                | Zwitserland                   |                                       |
| Kanzi (Nicoter)                       | België                        | 2001                                  |
| Karmijn de Sonnaville                 | Nederland                     | 1971                                  |
| Laxton's Superb                       | Engeland                      | 1897                                  |
| Lunterse Pippeling                    | Nederland                     | 1873                                  |
| Maribelle                             | Nederland                     | 2005                                  |
| Melrose                               | Verenigde Staten              | 1937                                  |
| Mutsu                                 | Japan                         | 1930                                  |
| Notarisappel                          | Nederland                     | 1890                                  |
| Otava                                 | Tsjechië                      | 1979                                  |
| Pink Lady                             | Australië                     | 1973                                  |
| Pinova                                | Duitsland                     | 1965                                  |
| Pomme de Coeur                        | België                        | 1880                                  |
| Present van Engeland                  | Nederland                     |                                       |
| Present van Friesland                 | Nederland                     | 1920                                  |
| Rabauw                                | Nederland                     | 1600                                  |
| Rambour d'éte                         | Frankrijk                     | 1535                                  |
| Rambour d'hiver                       | Frankrijk                     |                                       |
| Red Delicious                         | Verenigde Staten              | 1880                                  |
| Reine des Reinettes                   | Frankrijk                     | 1700                                  |
| Reinette Baumann                      | België                        |                                       |
| Reinette van Ekenstein                | Nederland                     | 18e eeuw                              |
| Ribston Pippin                        | Engeland                      | 1687                                  |
| Rode Tulpappel                        | Nederland                     | (onbekend, zeer oud ras)              |
| Rode van Beneixama                    | Spanje                        |                                       |
| Roode Herfstcalville                  | Frankrijk                     | 1670                                  |
| Royal Gala                            | Nieuw-Zeeland                 |                                       |
| Santana                               | Nederland                     | 1978                                  |
| Schone van Boskoop                    | Nederland                     | 1852                                  |
| Schone van Iephof                     | Nederland                     | 1920                                  |
| Schone van Moorveld                   | Nederland                     | 1900                                  |
| Stark's Earliest                      | Verenigde Staten              | 1838                                  |
| Sterappel                             | Nederland of België           | 1830                                  |
| Summerred                             | Canada                        | 1964                                  |
| Topaz                                 | Tsjechië                      | 1984                                  |
| Transparente de Croncels              | Frankrijk                     | 1869                                  |
| Trezeke Meyers                        | België                        |                                       |
| Vanda                                 | Tsjechië                      |                                       |
| Wellant                               | Nederland                     |                                       |
| Winston                               | Engeland                      | 1920                                  |
| Winter Banana                         | Verenigde Staten              | 1800                                  |
| Yellow Transparent                    | Baltische staten              |                                       |
| Zigeunerin                            |                               |                                       |
| Zoete Ermgaard                        | Nederland                     | 1864                                  |
| Zoete Kroon                           | Nederland                     | 1870                                  |